# Kállósemjén
Kállósemjén är en ort i Ungern.   Den ligger i provinsen Szabolcs-Szatmár-Bereg, i den nordöstra delen av landet, 220 km öster om huvudstaden Budapest. Kállósemjén ligger 135 meter över havet och antalet invånare är 3 968.
Terrängen runt Kállósemjén är platt. Runt Kállósemjén är det ganska tätbefolkat, med 70 invånare per kvadratkilometer. Närmaste större samhälle är Nyíregyháza, 19,6 km nordväst om Kállósemjén. Trakten runt Kállósemjén består till största delen av jordbruksmark.